# 전주중산초등학교
전주중산초등학교는 대한민국 전북특별자치도 전주시 완산구 중화산동2가에 있는 공립 초등학교이다.

## 학교 연혁
- 1995년 3월 1일 전주중산국민학교 개교
- 1995년 4월 10일 20학급 편성(649명)
- 1995년 5월 22일 개교식
- 1996년 3월 1일 현재 교명으로 변경
- 1997년 1월 29일 아이스하키팀 창단
- 2001년 3월 19일 여자 배구부 창단
- 2001년 9월 1일 한들초등학교로 분리(총79명)
- 2017년 9월 1일 제8대 장기선 교장 부임
- 2018년 2월 9일 제22회 졸업(101명, 총 4,880명)
- 2018년 3월 1일 26학급 편성 운영(남 337명, 여 314명, 총 651명)
- 2019년 2월 15일 제23회 졸업(93명, 총 4,973명)
- 2019년 3월 1일 25학급 편성 운영(남 323명, 여 290명, 총 613명)
- 2020년 1월 17일제24회 졸업(125명, 총 5,098명)
- 2020년 3월 1일 24학급 편성 운영(남 322명, 여 292명, 총 614명)
- 2021년 1월 14일 제25회 졸업(89명, 총 5,187명)
- 2021년 3월 1일 23학급 편성 운영(남 299명, 여 257명, 총 556명)

## 학교 상징
- 교화 - 개나리(민족의 얼이 담긴 청순함의 상징) : 연교·개나리꽃나무·영춘화라고도 한다. 산기슭 양지에서 많이 자란다. 높이 약 3m이다. 가지 끝이 밑으로 처지며, 잔가지는 처음에는 녹색이지만 점차 회갈색으로 변하고 껍질눈[皮目]이 뚜렷하게 나타난다. 잎은 마주나고 타원형이며 톱니가 있고 길이 3∼12cm이다. 잎 앞면은 짙은 녹색이고 뒷면은 황록색인데 양쪽 모두 털이 없다. 잎자루는 길이 1∼2cm이다.
- 교목 - 느티나무(믿음직스러우며 강인함을 상징) : 규목(槻木)이라고도 한다. 산기슭이나 골짜기 또는 마을 부근의 흙이 깊고 진 땅에서 잘 자란다. 높이는 26m, 지름이 3m이다. 굵은 가지가 갈라지고, 나무 껍질은 회백색이고 늙은 나무에서는 비늘처럼 떨어진다. 피목(皮目)은 옆으로 길어지고, 어린 가지에 잔털이 빽빽이 있다.

## 참고 자료
- 전주중산초등학교 - 한국교육학술정보원 학교알리미